# Lucía del Carmen Quiroz Balderas
Lucía del Carmen Quiroz Balderas (Tetla de la solidaridad, 13 de diciembre de 1944-Ciudad de México, 24 de enero del 2020) fue una atleta y entrenadora mexicana, especializada en pruebas de medio fondo, quien obtuvo premios en competencias nacionales e internacionales.
En 1970 se convirtió la primera mujer mexicana en ganar la prueba de los 1500 metros planos en tiempo récord.

## Trayectoria deportiva
Estudió la licenciatura en la escuela nacional de educación física; durante este periodo fue partícipe de competencias nacionales e internacionales.
En 1966 obtuvo el primer lugar en 800 metros planos evento nacional realizado en Xalapa. Al siguiente año participó en los juegos deportivos panamericanos en Canadá, en donde obtuvo el octavo lugar.
En 1969, con motivo de haber obtenido varios primeros lugares en distintas competencias, fue declarada la mejor atleta en el XXI Memorial José Barrientos, evento celebrado en La Habana.
Entre 1975 y 1989 fue entrenadora de atletismo en la Universidad Nacional Autónoma de México y jefa del Departamento de Atletismo en la Secretaría de Asentamientos Humanos y Obras Públicas. También fue entrenadora nacional de los Juegos Paralímpicos 2004, alcanzando el nivel II de la IAAF.

## Palmarés
| Año  | Lugar   | Medalla           | Prueba             | Evento                                      |
| ---- | ------- | ----------------- | ------------------ | ------------------------------------------- |
| 1970 | Panamá  | Medalla de plata  | 400 metros planos  | XI Juegos Centroamericanos y del Caribe     |
| 1970 | Panamá  | Medalla de bronce | 800 metros planos  | XI Juegos Centroamericanos y del Caribe     |
| 1971 | Jamaica | Medalla de oro    | 1500 metros planos | III Campeonato Centroamericano y del Caribe |

## Otras actividades
Fundó el club deportivo Chispas cuya perspectiva se basaba en el atletismo como formación de buenos individuos, sus actividades se realizaban en la pista Jesus "Palillo" Martinez ubicada en Ciudad Deportiva Magdalena Mixhuca; sin embargo, después de un periodo de uso de las instalaciones, el club fue desalojado sin razón aparente.